# 1600 w literaturze
Wydarzenia literackie w 1600 roku.

## Nowe książki
- polskie
  - Sebastian Fabian Klonowic – Worek Judaszów, To jest złe nabycie majętności
  - Piotr Zbylitowski – Rozmowa szlachcica polskiego z cudzoziemcem

## Nowe poezje
- polskie

- zagraniczne
  - Torquato Tasso, Godfrey of Bulloigne; or, The Recoverie of Jerusalem w tłumaczeniu Edwarda Fairfaxa

## Urodzili się
- Pedro Calderón de la Barca, hiszpański dramaturg (zm. 1681).